# Bitva
Bitva ili kolona (engl.: bit ili bollard) je dio brodske ili lučke opreme koji služi za privezivanje broda ili drugih plovila. Danas se izrađuju od raznih vrsta lijevanog željeza i čelika, a nekada su se lučke bitve izrađivale od kamena, a brodske od drva ojačanog metalnim prstenima. Metalne bitve se na metalnu palubu postavljaju zavarivanjem, a na drvenu palubu se spajaju na način da se ispod palube postavi ojačanje na koji se bitva spaja svornjacima kroz palubu. Postoji veliko mnoštvo različitih izvedbi bitava, od jednostrukih, dvostrukih, ravnih, svinutih... Vrhovi bitava su u pravilu prošireni kako konop ne bi mogao iskliznuti preko njega. U podnožju bitava na brodovima obično se izrađuje oko na koji se pričvršćuje zaponac (boca).
- Lučka bitva
- Dvostruka brodska bitva
- Stara bitva od lijevanog željeza
- Temelj i bitva istrgnuti tijekom nevremena